# Givry-en-Argonne
 Givry-en-Argonne  es una comuna y población de Francia, en la región de Champaña-Ardenas, departamento de Marne, en el distrito de Sainte-Menehould. Es la cabecera y mayor población del cantón de su nombre.
Está integrada en la Communauté de communes de la Région de Givry-en-Argonne, de la que es la mayor población.

## Demografía
Su población en el censo de 1999 era de 491 habitantes.
| 478 | 610 | 523 | 541 | 525 | 491 |
| Para los censos de 1962 a 1999 la población legal corresponde a la población sin duplicidades (Fuente: INSEE [Consultar]) |     |     |     |     |     |